# Turzyca piaskowa
Turzyca piaskowa (Carex arenaria L.) – gatunek byliny należący do rodziny ciborowatych. Pochodzi z Europy, zawleczona do Ameryki Północnej i Australii. W Polsce objęta ochroną.

## Rozmieszczenie geograficzne
Naturalny zasięg gatunku obejmuje zachodnią, północną i środkową Europę. Został zawleczony i naturalizował się w Ameryce Północnej (USA: Oregon, Delaware, Maryland, Karolina Północna, Wirginia) i Australii (Nowa Południowa Walia). 
W Polsce jest rośliną pospolitą wzdłuż brzegu morskiego, im dalej w głąb lądu w kierunku południowo-wschodnim – tym rzadsza. Stanowiska skupione są na wybrzeżu Bałtyku oraz nad dolną Wisłą i Odrą. Na rozproszonych stanowiskach rośnie w Wielkopolsce, na Dolnym Śląsku, w Puszczy Kampinoskiej, na Wyżynie Śląsko-Krakowskiej i w rejonie Puław.

## Morfologia

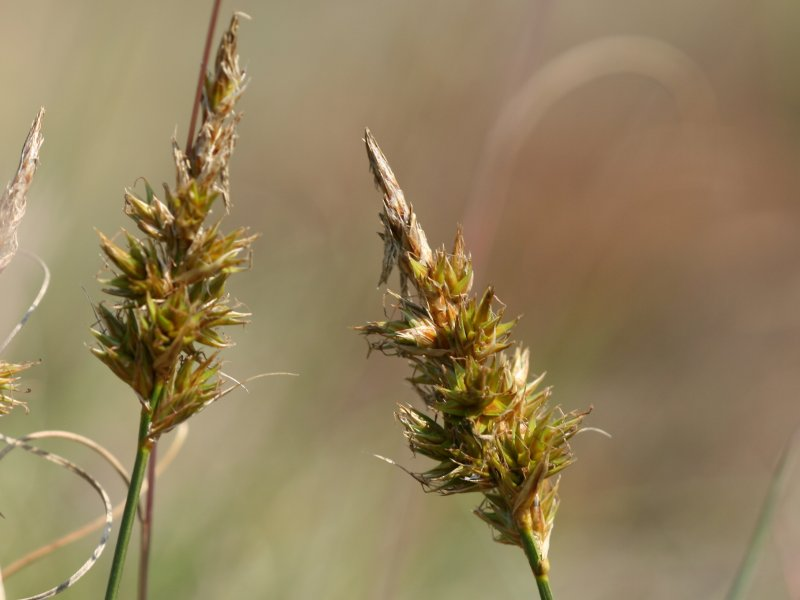
Kłosy

PokrójRoślina zielna z czołgającym się kłączem, z którego wyrastają nowe pędy.
ŁodygaWzniesiona na 15–60 cm, podczas owocowania zwieszona, na przekroju ostro trójkanciasta, w górnej części ostra.
LiściePodobnej długości jak łodyga. Pochwy liściowe brązowe. Blaszki liściowe sztywne, rynienkowate o 2-4 mm szerokości.
KwiatyKwiaty rozdzielnopłciowe zebrane w 4-16 jajowatych kłosach, długości do 1 cm. W górnej części kwiatostanu znajdują się kwiaty męskie (zawierają po 3 pręciki), w dolnej żeńskie (słupki z 3 znamionami). Przysadki żółtawe i wąskie.
OwoceOrzeszek wewnątrz spłaszczonego, stożkowatego pęcherzyka o długości 4-5 mm, oskrzydlonego na brzegach, z dzióbkiem, żółtobrązowy.

## Biologia i ekologia
Rozrasta się w charakterystyczny, liniowy sposób za pomocą prosto rosnących, podziemnych rozłogów wydających w regularnych odstępach pęd nadziemny. Rozłogi mogą osiągać do 2 m długości. Kwitnie od maja do października (do czerwca). Kwiaty są zapylane przez wiatr (anemogamia).
Rośnie w miejscach piaszczystych i niezarośniętych, charakterystyczna dla muraw piaskowych. Występuje na nadmorskich i śródlądowych wydmach, w borach sosnowych i wrzosowiskach. Na wydmach nadmorskich jest ważną rośliną pionierską uczestniczącą w utrwalaniu wydm.

## Zagrożenia i ochrona
Turzyca piaskowa jest objęta w Polsce częściową ochroną gatunkową nieprzerwanie od 1957 roku. Nie jest obecnie gatunkiem zagrożonym, ale status ochronny został utrzymany w Rozporządzeniu Ministra Środowiska z dnia 9 października 2014 r. w sprawie ochrony gatunkowej roślin.